# Perlesta roblei
Perlesta roblei és una espècie d'insecte plecòpter pertanyent a la família dels pèrlids que es troba a Nord-amèrica: Carolina del Nord i Virgínia.